# Vinprovning
Vinprovning är ett sätt att lära sig mer om vinets historia, vinodling och vinproduktion samt olika typer av vinsorter, druvor och vinregioner. Vanligt är att lära sig om vinmetodiken, då vinet analyseras utifrån vinets utseende, doft och smak. Sedan görs en slutgiltig bedömning och sammanfattning av vinets kvalitet. Det finns flera olika skalor för poängsättning för framförallt vinjournalister och vinexperter. Olika tidningar och experter använder vanligtvis en egen skala, exempelvis använder den erkända brittiska sommelieren Jancis Robinson en skala mellan 1 och 20  och den erkända amerikanska vinjournalisten Robert Parker använder en skala mellan 1 och 100 . Däremot är det vanlig för professionella vinutbildningar så som exempelvis WSET att bedöma viner med betygsättningen: faulty - poor - acceptable - good - very good - outstanding, därmed en skala på 1-5.

## Teman

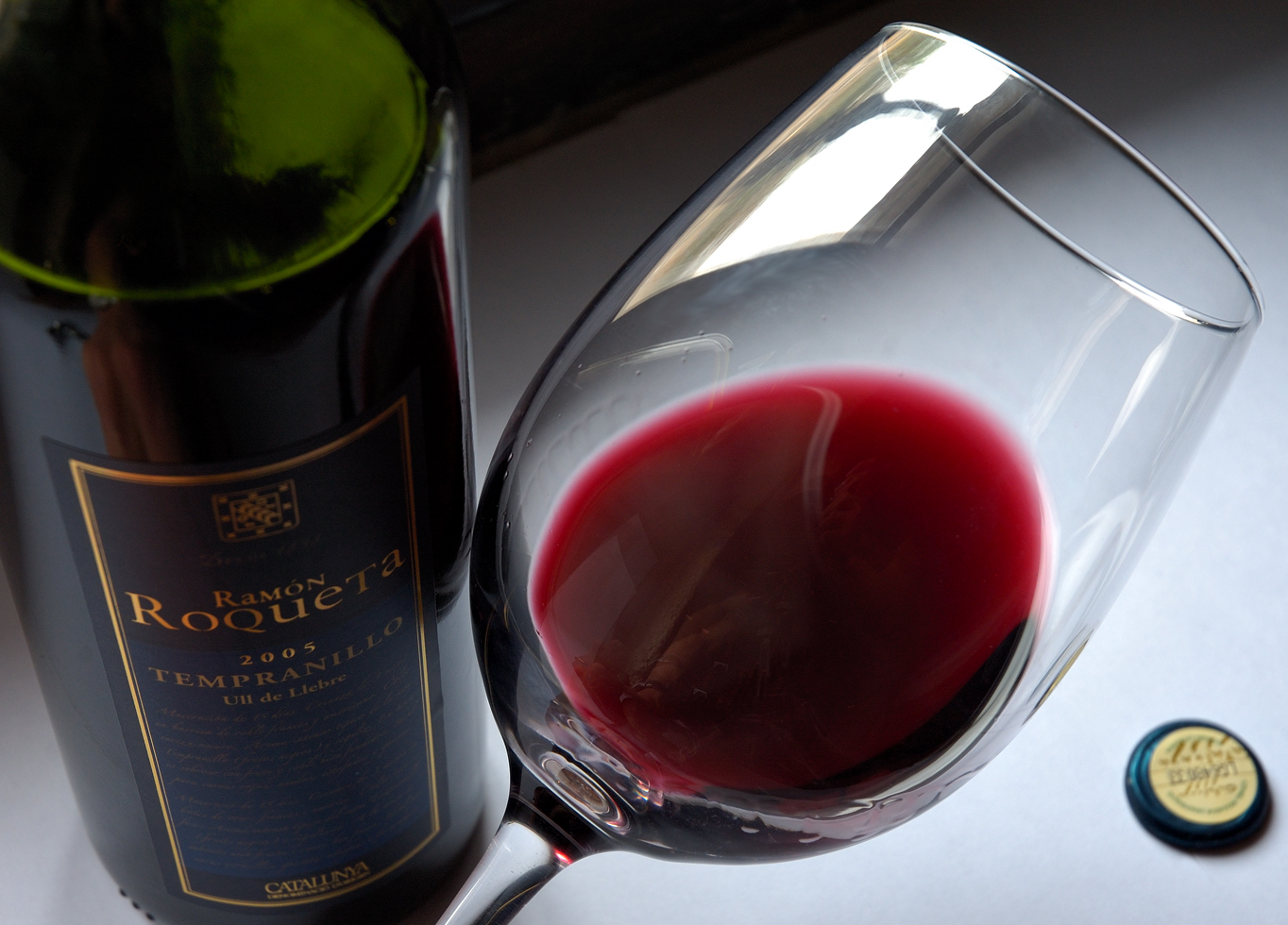
Vid en vinprovning bedömer man bland annat vinets färg.

För att få bredd på provningen väljs ofta 4-6 olika viner att prova på samma gång. Intressanta provningsteman kan till exempel vara olika viner av olika druvsorter, samma druvsort från olika länder, olika prisklasser, olika viner från samma distrikt och så vidare. Dessutom är det vanligt med teman kopplat till mat av olika slag, till exempel ost och vin eller choklad och vin. 

## Glaset
Valet av glas vid vinprovning är viktigare än man kanske tror. Glaset skall ha en kupa som är tillräckligt stor och fångar in vinets arom när glaset snurras vid foten. Vidare skall glaset ha ben och fot så att inte kupan fläckas eller värms upp av händerna. 
Den gängse uppfattningen att vita viner skall drickas i mindre glas än röda är egentligen falsk ur doft- och smaksynvinkel. Vita viner kommer även de bättre till sin rätt i ett glas med stor kupa. Åtskillnaden är således snarare en estetisk fråga.

## Blindprovning
En vanlig form av vinprovning är så kallad blindprovning. Vid denna provning får inte vinprovaren veta vilket vin det är i glaset, till exempel genom att flaskan hälls över i en karaff eller "kläs in". Genom att använda sig av olika ledtrådar i vinets utseende, doft och smak går det för en skicklig och erfaren vinprovare att ta reda på vad det är för vin i glaset genom att analysera syn,doft och smak. Dock börjar detta bli allt svårare och svårare då vinvärlden växer och vinstilarna är så många Det som skapar ännu större problem för vinkännarna som tävlar i området är just de nya sätten att tillverka vin på. Dagens moderna oenolog skapar möjligheter för druvor att odlas på platser som tidigare inte var möjligt, och med moderna vintillverkningstekniker kan vinmakare skapa viner helt olik sitt ursprung. 

## Halvblinda vinprovningar
Man vet vilka viner man provar men inte i vilket glas respektive vin är. Bäst är att även värden/värdinnan är ovetande.
Fördel: Man vet vilka dofter/smaker och ursprungskaraktärer man söker. Färgerna kan dessutom ligga till grund för en åldersbestämning om vinerna är från olika årgångar. Skapar spännande samtal där man känner sig mer säker än i helt blinda provningar.
Nackdel: Kan bli mer tävling än provning. Man behåller sina svar för sig själv. Finns även en risk för konsensus, att alla har samma svar som inte nödvändigtvis är rätt.

## Vokabulär
Det är inte lätt att med ord objektivt beskriva doft och smak. Vinprovare har en jargong för detta, som nödvändigtvis måste bli mycket subjektiv. Somliga beskrivningar är liknelser till någon smak- eller doftsensation, som kan anses allmänt bekant, och då ger det en antydan även för oinvigda vad det handlar om. Andra beskrivningar kan te sig intetsägande, kryptiska eller gränsa till rent nonsens. Vinprovare emellan säger de besynnerligaste uttryck mer, men att översätta en vinrecension till ett annat språk blir en utmaning. 
Här följer några exempel, som hämtats från vinrecensioner i dagspress under 2007.
- Smaker

Friskt, fräscht, smakrikt, gott, uppfriskande, aptitretande, lätt aromatiskt, fatkaraktär
rejält sträv, mycket strävhet, viss strävhet, lite saftigt god, söta toner av torkad fruktighet
mogen fruktighet, väldigt fruktigt, mogen, lätt exotisk stil, exotisk päronfruktighet med limeig syra
fräsch syrlighet i lime- och grapestil, sötmogna men svala pärontoner, fat- och kaffetoner
grön äpplighet, grapeig syrlighet, lätt syrlig, syrligt, limeig syrlighet, sött, spännande
rejält söt och russinliknande
guläpplig stil med brödtoner och mineraltoner och citrusfriskhet, trevlig bitterhet
mogen rödäpplighet med nöt- och brödighet och grapeig syra, skalgrapeig syrlighet
toner av krydda, plommon, körsbär, vanilj, kaffe; jordiga toner, mörka bärtoner, rostade toner
pärontoner, gröna omogna pärontoner, päron melon och röda åpplen, melonig söt fruktighet
mogen plommonfrukt, körsbärigt, kärnig smak, aprikossöt i munnen men helt torr
skalbitter vass härlig syrlighet, lite lakrits, godistouch, pepprig, örtig, örtighet, lätt örtig
lite jästighet, söt bärighet, bra balans, blåbärsbärighet, fat- och lakritston
mörk sötmogen bärighet med balans, rostade fat och kryddighet, sval kärnbärighet
plommon och mörka vinbärstoner, fat lakrits och vanilj, elegant plommonfruktighet
- Dofter

mullig, sval i grönäpplig stil, sval sötfruktig med druvighet och mineraltoner, intensiv
rökig doft i lite bränt gummi, sötbärig lite eldig med körsbärs- och chokladtoner
lätt sötaktig mörk bärighet, fyllig, söt komplex mörkt bärig
rödbärig druvig med bränd och lite eldig ton